# Golf (jogo eletrônico de 1995)
Golf, conhecido no Japão como T&E Virtual Golf (japonês: T＆Ｅバーチャルゴルフ, Hepburn: T&E Bācharu Gorufu), é um jogo de simulação de golfe para o console portátil Virtual Boy, da Nintendo, que foi lançado em 1995.